# سوزانا کاهالان
سوزانا کاهالان (متولد ۱۹۸۵) یک روزنامه‌نگار و نویسنده آمریکایی است، او برای نوشتن خاطرات مغز در آتش شناخته شده، این کتاب در مورد بستری شدنش به خاطر بیماری نادر خود ایمنی، آنسفالیت گیرنده ضد-NMDA، است. او برای نیویورک پست کار کرده‌است. یک فیلم با نام مغز در آتش بر اساس خاطرات او در سال ۲۰۱۶ اکران شد. کلویی گریس مورتز نقش کالاهان را در این فیلم بازی کرده‌است.